# Ботричело
Ботричело (итал. Botricello) је насеље у Италији у округу Катанцаро, региону Калабрија.
Према процени из 2011. у насељу је живело 4846 становника. Насеље се налази на надморској висини од 10 м.

## Становништво
| 1931. | 1936. | 1951. | 1961. | 1971. | 1981. | 1991. | 2001. | 2011. |
| ----- | ----- | ----- | ----- | ----- | ----- | ----- | ----- | ----- |
| 1.142 | 1.330 | 2.532 | 3.447 | 4.023 | 4.605 | 5.010 | 4.586 | 4.906 |